# Jordie Bellaire
Jordie Bellaire est une coloriste de bande dessinée américaine.

## Prix et récompenses
- 2014 : Prix Eisner de la meilleure colorisation pour son travail sur The Manhattan Projects, Nowhere Men (en), Pretty Deadly, Zero, The Massive, Tom Strong, X-Files Season 10 (en), Captain Marvel, Journey into Mystery, Numbercruncher et Quantum and Woody
- 2016 : Prix Eisner de la meilleure colorisation pour son travail sur The Autumnlands, Injection, Plutona, Pretty Deadly, The Surface, They’re Not Like Us, Zero (Image), The X-Files (IDW), The Massive (Dark Horse), Magneto et Vision (Marvel)
- 2023 : Prix Eisner de la meilleure colorisation pour son travail sur The Nice House on the Lake, Suicide Squad: Blaze (DC) ; Antman et Miracleman by Gaiman & Buckingham: The Silver Age (Marvel)[1]
- 2024 : Prix Eisner de la meilleure colorisation pour son travail sur Batman, Birds of Prey (DC) et Dark Spaces: Hollywood Special (IDW)[2]